# Lebanisuko
Lebanisuko is een bestuurslaag in het regentschap Gresik van de provincie Oost-Java, Indonesië. Lebanisuko telt 3403 inwoners (volkstelling 2010).